# Strijkkwartet nr. 11 (Sjostakovitsj)
Dmitri Sjostakovitsj's Strijkkwartet Nr. 11 in f mineur (opus 122) werd geschreven in 1966.
Het werk bestaat uit zeven delen:
1. Introductie (andantino)
2. Scherzo (allegretto)
3. Recitativo (adagio)
4. Etude (allegro)
5. Humoresque (allegro)
6. Elegy (adagio)
7. Conclusie (moderato)

Strijkkwartet nr. 1 · Strijkkwartet nr. 2 · Strijkkwartet nr. 3 · Strijkkwartet nr. 4 · Strijkkwartet nr. 5 · Strijkkwartet nr. 6 · Strijkkwartet nr. 7 · Strijkkwartet nr. 8 · Strijkkwartet nr. 9 · Strijkkwartet nr. 10 · Strijkkwartet nr. 11 · Strijkkwartet nr. 12 · Strijkkwartet nr. 13 · Strijkkwartet nr. 14 · Strijkkwartet nr. 15